# Єлісаветовський юрт
Єлисаветівський юрт — юрт у складі Черкаського округу області Війська Донського.
До юрту належали поселення (за даними на 1859 рік):
- Єлисаветівська — козацька станиця положена над річкою Дон за 56 верст від Новочеркаська; 308 дворових господарств; 1344 осіб (586 чоловіків та 758 жінок); православна церква; парохіяльне училище; 2 ярмарки, базар; 85 рибальських ватаг;
- Обухівський — козацький хутір положений над річкою Каланча за 55 верст від Новочеркаська; 289 дворових господарств; 1038 осіб (548 чоловіків та 490 жінок); 42 рибальських ватаг;
- Государівський — козацький хутір положений у гирла Дінця за 84 верст від Новочеркаська; 86 дворових господарств; 414 осіб (212 чоловіків та 202 жінок); православний молитовний будинок; 31 рибальська ватага;
- Усть-Койсузький — козацький хутір положений над річкою Дон за 49 верст від Новочеркаська; 80 дворових господарств; 388 осіб (193 чоловіків та 195 жінок); 11 рибальських ватаг;
- Синявський — козацький хутір положений над річками Донський Чулек за 70 верст від Новочеркаська; 63 дворових господарств; 208 осіб (100 чоловіків та 108 жінок); православна церква; поштова станція на Маріупольському тракті за 5 верст від хутора;
- Колузаївський — козацький хутір положений над річкою Дон за 49 верст від Новочеркаська; 42 дворових господарств; 186 осіб (89 чоловіків та 97 жінок); 11 рибальських ватаг;
- Рогоженський — козацький хутір положений над річкою Каланча за 75 верст від Новочеркаська; 18 дворових господарств; 66 осіб (30 чоловіків та 36 жінок); 3 рибальські ватаги.

За даними на 1873 рік у Єлісаветівському юрті було 1589 дворових садиб, 20 кибиток й 29 недворових садиб; мешкало 11303 особи (6104 чоловіків й 5199 жінок). Тоді до складу Єлісаветівського юрту відносилися:
- Єлисаветівська козацька станиця положена над річкою Дон у 70 верстах від Новочеркаська й у 5 верстах від Азовської поштової станції мала 488 дворових садиб, 12 кибиток й 52 бездворових садиб; 3504 осіб (1867 чоловіків й 1637 жінок);
- Обухівський хутір був положений над річкою Каланча у 66  верстах від Новочеркаська й 5 верстах від станції Азов мав 319 дворових садиб, 129 бездворових садиб; 2213 осіб (1191 чоловіків й 1022 жінки);
- Синявський — козацький хутір положений над річками Донецький Чулек за 70 верст від Новочеркаська; на хуторі розміщена залізнична станція Синявська; 286 дворових господарств; 2191 особа (1104 чоловіків та 1087 жінок);
- хутір Государів був положений над річкою Дон у 85 верстах від Новочеркаська й 12 верстах від Азовської поштової станції мав 139 дворових садиб, 24 бездворових садиб; 1034 особа (619 чоловіків й 415 жінок);
- Усть-Койсузький хутір був положений над Усть-Койсуг при її впливі у Дін у 66 верстах від Новочеркаська й 8 верстах від станції Азов налічував 77 дворових садиб, 5 кибиток й 13 бездворових садиб; 528 осіб (274 чоловіків й 254 жінок);
- хутір Колузаїв був положений над річкою Дон у 65 верстах від Новочеркаська й у 8 верстах від Азовської поштової станції налічував 51 дворова садиба; 363 особи (209 чоловіків й 154 жінок);
- Мержанівський хутір був положений над Озівським морем при впливі у нього річки Мокрий Чулек у 77 верстах від Новочеркаська й у 4 верстах від Синявської станції налічував 51 дворову садибу; 339 осіб (190 чоловіків й 149 жінок);
- хутір Рогожкин був положений над річкою Каланча у 75 верстах від Новочеркаська й 9 верстах від Азовської станції налічував 51 дворових садиб й 1 кибитку; 331 особа (190 чоловіків й 141 жінка);
- Морсько-Чулецький хутір положений над річкою Морський Чулек у 80 верстах від Новочеркаська й 3 верстах від Синявської станції налічував 40 дворових садиб; 291 особа (153 чоловіків й 128 жінок);
- Бирючий хутір був положений над Бирючою балкою у 100 верстах від Новочеркаська й у 30 верстах від Азовської поштової станції налічував 30 дворових садиб й 2 кибитки; 170 особи (90 чоловіків й 80 жінок);
- Водянський хутір був положений над Водяною балкою у 105 верстах від Новочеркаська й у 30 верстах від Азовської поштової станції налічував 24 дворових садиб; 157 осіб (104 чоловіків й 53 жінок);
- Ельбуздинський хутір був положений над річкою Ельбузда у 100 верстах від Новочеркаська й у 35 верстах від Азовської поштової станції налічував 13 дворових садиб й 5 кибиток; 82 особи (51 чоловік й 31 жінка);
- Кугоєйський хутір був положений над Кугоєйським лиманом у 100 верстах від Новочеркаська й у 30 верстах від Азовської поштової станції налічував 12 дворових садиб; 62 особи (35 чоловіків й 27 жінок);
- Петрівський хутір був положений над річкою Дон у 6 верстах від Єлісаветської станиці й у 3 верстах від Азовської поштової станції налічував 8 дворових садиб; 48 осіб (27 чоловіків й 21 жінка).

Єлисаветівська станиця тепер розташованау Азовському районі на захід від Ростова-на-Дону у гирлі Дону й є центром Єлисаветівського сільського поселення. В Азовському районі у гирлі Дону розташований Обухівський хутір - тепер Обуховка, Колузаївський хутір - Колузаєво, хутір Рогожкин - Рогожкино, Петрівський хутір - залишив назву Петровський, Государів хутір - тепер Донський, Уст-Койсузький хутір - тепер Усть-Койсуг,
У степовій частині Азовського району розташовані Бирючий хутір - тепер Бирючий, Кугоєйський хутір - тепер Кугей. Також у степу Кущевського району Краснодарського краю був Водянський хутір - тепер село Семенівка.
У сучасному М'ясниковському районі розташовані: Морсько-Чулецький хутір сучасний Морський Чулек, Мержанівський хутір - сучасне Мержаново.
У сучасному Неклинівському районі розташовано Синявський хутір - сучасне Синявське.